# Усач Григорій Давидович
Усач Григо́рій Дави́дович  (нар.14 вересня 1934, м. Немирів, Вінницька область — пом.6 листопада 2021) — український і єврейський поет, прозаїк, драматург. Член Національної спілки журналістів України (1960), Національної спілки письменників України (1974). Член Асоціації товариств письменників у Державі Ізраїль.

## Біографія
Народився 14 вересня 1934 р. у м. Немирові. Випускник Вінницького педагогічного інституту (1958). Працював у обласній пресі. У 1993–1995 рр. вів радіопрограму обласного товариства єврейської мови й культури «Усі разом». 1997 р. виїхав до Ізраїлю, зберігши громадянство України. Часто приїздив до Вінниці.

## Літературна діяльність
Дебютував у 1948 р. як російськомовний поет, та незабаром перейшов на українську мову. Автор понад 30-ти видань у різних жанрах: має десятки збірок поезій і кілька повістей. Багато писав для дітей і молоді, у тому числі казки для лялькового театру. П'єси постійно перебувають у репертуарі українських театрів ляльок. За його сценаріями знято мультфільми «Сонячний коровай», «Черевики», «Мій брат — страусятко» та ін. Ряд творів перекладено болгарською, румунською, польською, російською, чеською та ін. Перекладав з різних мов, зокрема, опанувавши іврит, – твори ізраїльських поетів. Загальний наклад творів, виданих лише в Україні, налічує близько 2 мільйонів примірників.
|                     | Григорій Усач, сягнувши віку Сократа, не втратив здатності пояснювати світ по-дитячому. Бо й справді – це талант рідкісний. Тому й високо цінили його творчість наші земляки-письменники Євген Гуцало, Василь Земляк, Микола Білкун, Андрій М'ястківський. З двома останніми він свого часу входив у неформальне літоб’єднання «Подра», цей своєрідний вінницький андеґраунд. |
| — Леонід Пастушенко | |